# Lophosia caudalis
Lophosia caudalis är en tvåvingeart som beskrevs av Sun 1996. Lophosia caudalis ingår i släktet Lophosia och familjen parasitflugor.
Artens utbredningsområde är Jiangxi (Kina). Inga underarter finns listade i Catalogue of Life.